# Xylotrechus convergens
Xylotrechus convergens là một loài bọ cánh cứng trong họ Cerambycidae.